# NCT Dream
Cette page contient des caractères spéciaux ou non latins. S’ils s’affichent mal (▯, ?, etc.), consultez la page d’aide Unicode.
NCT Dream (hangeul : 엔씨티 Dream) est un boys band sud-coréen de K-pop formé par SM Entertainment en 2016. Il s'agit de la 3e sous-unité de NCT, un boys band de même origine ayant pour concept un nombre illimité de membres. NCT Dream est composé de sept membres: Mark, Renjun, Jeno, Haechan, Jaemin, Chenle et Jisung.
À ses débuts, NCT Dream n'est pas un boys band fixe, il suit le système « admission-graduation ». La sous-unité regroupe tous les adolescents de NCT. À leurs majorité, c'est-à-dire 20 ans (âge coréen), les membres sont diplômés de NCT Dream et quittent la sous-unité afin de rejoindre une autre unité de NCT (graduation), en parallèle, de nouveaux membres sont ajoutés (admission). Ce système est supprimé en 2020, et NCT Dream devient une unité fixe comme son unité ainée, NCT 127.
Le succès de leur EP We Boom, sorti en 2019, les conduit dans le top 10 des meilleurs vendeurs en Corée du Sud en 2019. NCT Dream sont les premiers et les seuls artistes asiatiques à apparaître trois fois de manière consécutive dans la liste 21 Under 21 de Billboard en se plaçant 20e, 13e et 19e de 2018 à 2020[réf. nécessaire] pour leur impact sur les ventes, les médias sociaux. Ils sont aussi inclus dans la liste des adolescents les plus influents de 2018 par le magazine Time. En 2021, le groupe se range aux côtés des plus grands artistes coréens en engrangés plus de 3 millions d'exemplaires.

## Histoire

### Débuts et premier retour (2016–2017)

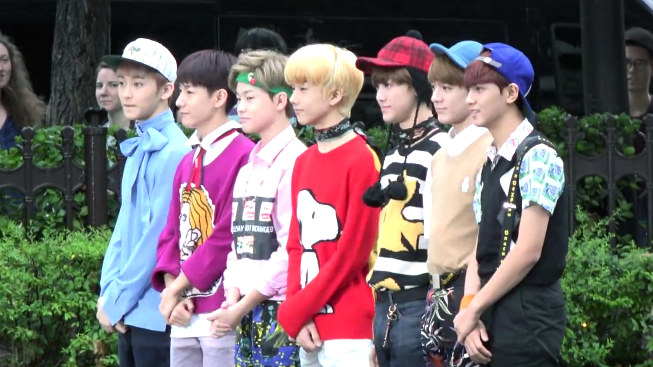
NCT Dream en 2016.

NCT Dream fait ses débuts le 24 août 2016 en tant que 3e sous-unité de NCT. L'unité débute avec 7 membres alors âgés entre 15 ans et 18 ans (âge coréen). Comparée à ses unités ainées, NCT Dream suit un concept juvénile et mignon en faisant ses débuts avec leur premier single, Chewing Gum. Le MV amasse un million de vues en moins d'un jour.
Le boys band fait son premier retour avec son single album intitulé The First, le 9 février 2017 avec comme titre principal My First and Last. Avant cela SM Entertainement annonce que Jaemin ne participera pas aux promotions en raison d'un ennui de santé, il entame un hiatus.
Le groupe remporte la première place à l'émission musicale de télévision The Show, faisant de My First and Last la première victoire musicale de NCT. Le projet se place directement à la première place du top albums coréen. En parallèle, NCT Dream est ambassadeur officiel de la coupe du monde de football des moins de 20 ans de 2017. Le groupe sort la chanson officiel du tournoi, Trigger the Fever, le 15 mars 2017 et le groupe performe à la cérémonie d'ouverture du tournoi. Quelques mois plus tard, le groupe fait son deuxième retour avec son premier EP, We Young, le 17 août. Le retour est un summer concept. We Young atteint la troisième place du Billboard World Albums chart en septembre. Les promotions se déroulent toujours en l'absence de Jaemin.
Enfin, NCT Dream sort un single de Noël le 15 décembre 2017, Joy, faisant partie du projet SM Station.

### Premier projet, retour de Jaemin et départ de Mark (2018)
NCT Dream participe au projet NCT 2018, réunissant tous les membres de NCT ainsi que ses 3 unités sous un seul projet. NCT Dream sort le single Go, le 4 mars 2018, single faisant partie du premier album de NCT, NCT 2018 Empathy. Ce retour marque un tournant pour le concept de NCT Dream, qui transitionne vers un concept rebelle marquant la prise d'âge des membres. C'est également le retour de Jaemin qui fait son premier retour après un an de pause. En août 2018, SM Entertainement annonce le prochain retour de NCT Dream avec son deuxième EP We Go Up. Il s'agira du dernier retour de Mark avec NCT Dream, en effet, Mark a 20 ans (âge coréen) en 2018 et doit basculer dans une autre unité de NCT (dans son cas il est déjà membre permanent de NCT 127 avec Haechan). L'EP sort le 3 septembre avec comme titre promotionnel We Go Up. Le 27 décembre 2018, NCT Dream sort le single Candle Light sous le projet SM Station. La chanson comporte des paroles écrites par Mark marquant une fin émouvante pour 7Dream. Candle Light devient la dernière chanson réunissant les 7 membres originels de NCT Dream avant que Mark soit officiellement diplômé de l'unité.
En parallèle, les NCTzens sont inquiets en ce qui concerne le future des membres du groupe et des critiques du système « admission-graduation » commencent à naître.

### Ouverture international et première tournée (2019)
En 2019, NCT Dream compte six membres à la suite du départ de Mark. Le 6 juin 2019, le groupe sort Don't Need Your Love, un single en collaboration avec HRVY faisant partie du projet SM Station. Le projet marque une prise de maturité pour le groupe. Haechan, cependant, ne participe pas au projet en raison de promotions avec NCT 127.
En juillet 2019, le groupe est nommé ambassadeur de la Fondation mondial du scoutisme et sort son premier single en anglais intitulé Fireflies le 23 juillet. Le 27 juillet 2019, le groupe fait son retour après 10 mois avec l'EP We Boom et son titre promotionnel Boom. L'EP est considéré comme le premier grand succès national et international du groupe en recevant 2 victoires lors de l'émission The Show et en débutant à la 7eme place du Billboard World Albums Chart. Plus tard dans l'année, le groupe reçoit des prestigieuses récompenses nationales aux Golden Disc Awards et aux Seoul Music Awards,.
En novembre 2019, le groupe figure sur la chanson Up to You du boy band PrettyMuch, en parallèle NCT Dream entame sa première tournée mondiale en Asie jusqu'en décembre. Le 31 décembre 2019, 4 membres du groupe, Renjun, Jeno, Haechan et Jaemin sont destinés à quitter l'unité (en vue de leur majorité) et le futur de ces 4 membres ainsi que les deux restants, Chenle et Jisung, est incertain.

### Reload, NCT 2020 et réorganisation (2020)
En janvier 2020, le groupe continue sa tournée internationale The Dream Show mais l'arrivée de la pandémie de Covid-19 écourte la tournée. Alors que les débats fusent concernant le système de « admission-graduation » et que le départ de 4 membres est imminent, SM Entertainement annonce que le système « admission-graduation » sera supprimé et que Mark fera son retour sous NCT Dream dès la fin des promotions du prochain retour du groupe. NCT Dream devient une unité fixe de NCT.
Avant sa sortie, le 4e EP de NCT Dream engrange 500 000 pré-ventes, faisait de Reload le projet le plus pré-commandé du groupe à ce moment. Le 29 avril, l'EP sort avec comme titre promotionnel Ridin', marquant définitivement la transition de concept de NCT Dream, avec un concept encore plus mature et rebelle que Boom ou encore Go. Ridin' atteint la première place sur la plate-forme de streaming coréen MelOn, ce qui en fait le premier morceau de NCT (toutes unités confondues) à figurer en tête du classement, de plus la totalité de l'EP atteint le sommet du top 10 du classement Melon. C'est un deuxième succès pour le groupe.
En octobre 2020, le groupe s'unit avec le reste de NCT sous le projet NCT 2020 avec l'album en deux parties NCT 2020 Resonance. Mark rejoint NCT Dream, pour la première fois depuis Candle Light en 2018, sous le morceau Deja Vu. Il prend officiellement la position de leader. Jaemin participe au titre promotionnel Make a Wish sous NCT U (première unité de NCT) qui devient le MV le plus visionné de NCT(toutes unités confondues). Jaemin est dès lors salué pour sa performance et Make A Wish restera une ère en or pour Jaemin et le fandom. En parallèle, Jisung ne participe pas aux promotions du projet en raison d'ennuis de santé.

### Premier album et titres multiples (2021–2022)

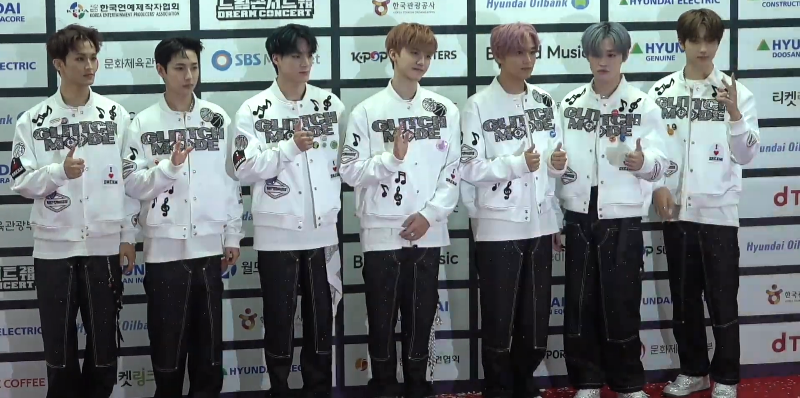
NCT Dream au Dream Concert Red Carpet en juin 2022.

Le 10 mai 2021, NCT Dream sort son premier album studio après presque cinq ans d'activité. L'album intitulé Hot Sauce, avec un titre promotionnel du même nom, figure les sept membres originels de NCT Dream à la suite du retour de Mark. 7Dream est de retour. Les pré-ventes de l'album dépassent le million, et deux semaines après la sortie de l'album, NCT Dream acquiert le titre de « double million sellers », en effet Hot Sauce engrange plus de 2 millions d'exemplaires vendus en 16 jours. Hot Sauce devient le premier morceau du groupe à figurer en tête du classement Gaon Digital et de l'album acquiert la première place du Gaon Album Chart.
Le 28 février 2022, il est annoncé que le groupe sortirait son deuxième album studio, Glitch Mode, le 28 mars, qui contiendra 11 nouvelles pistes, y compris le single principal homonyme. Les précommandes pour l'album dépassent plus de deux millions d'exemplaires le jour de la sortie, battant leur précédent record personnel de 1,71 million de précommandes pour Hot Sauce. Glitch Mode enregistre 2 100 339 exemplaires vendus en une semaine, battant le précédent record personnel du groupe de deux millions d'exemplaires vendus en 16 jours pour Hot Sauce. L'album débute à la 50e place du Billboard 200 américain le 9 avril 2022, devenant ainsi la première entrée de NCT Dream dans le classement. Le 30 mai 2022, le groupe sort la réédition de leur deuxième album studio Beatbox, qui contient quatre nouveaux titres, dont le single principal du homonyme. Après la sortie de Glitch Mode et Beatbox, le groupe s'embarque dans la tournée mondiale The Dream Show 2 : In A Dream. Un film live, NCT Dream The Movie : In A Dream, est également projeté dans les cinémas en Corée du Sud le 30 novembre, au Japon le 6 décembre, et à Singapour le 30 novembre.
NCT Dream sort un EP « spécial hiver », Candy, le 19 décembre. Les pistes de l'EP, y compris le single homonyme sorti à l'origine par H.O.T., sont disponibles sur les services de streaming le 16 décembre. Le groupe sort son premier single original en japonais, Best Friend Ever, le 8 février 2023, accompagné d'une version japonaise de Glitch Mode servant de face B,. Lors de sa première semaine de sortie, Best Friend Ever est en tête du Oricon Weekly Singles Chart et du Billboard Japan Top Singles Sales Chart.

### ISTJetDreamscape(depuis 2023)

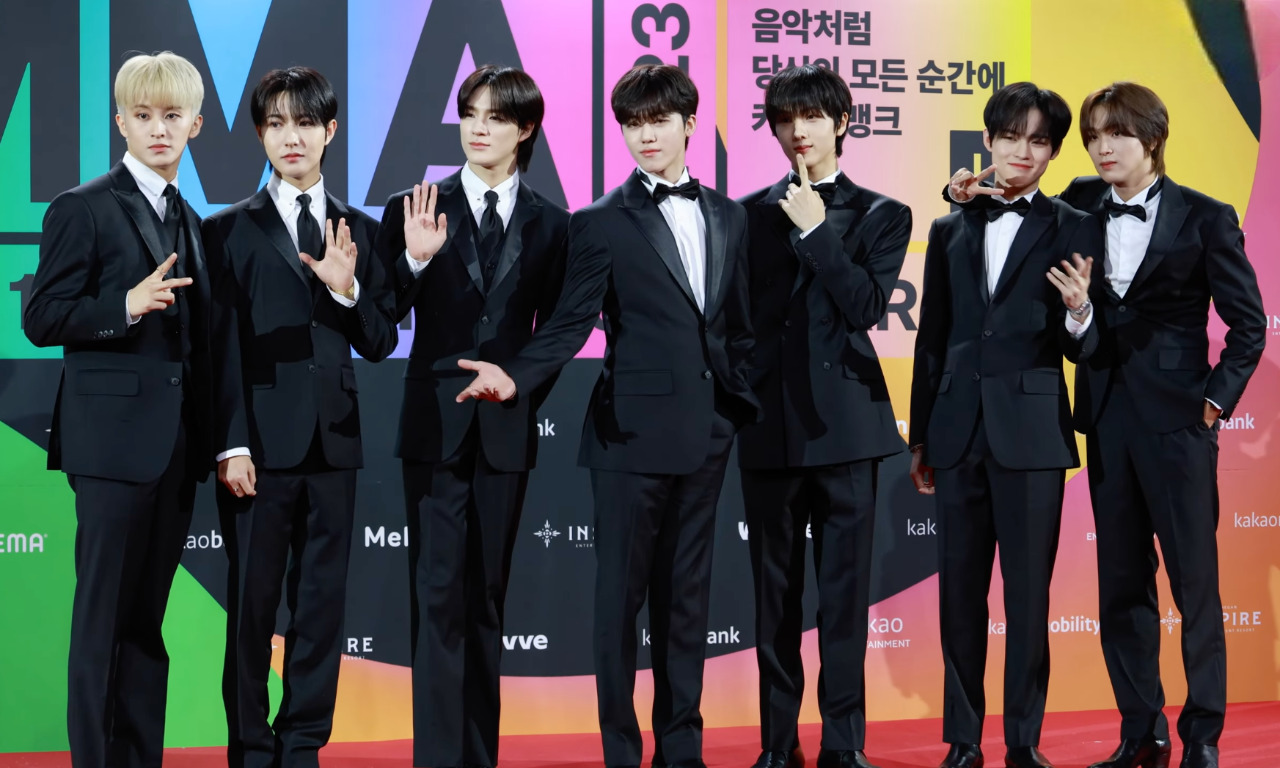
NCT Dream aux MelOn Music Awards 2023.

Le 17 juillet 2023, NCT Dream sort son troisième album studio, ISTJ, qui contient 10 titres dont le single principal, Broken Melodies. Ils sortent un EP de six titres le 25 mars 2024, intitulé Dream()scape, prononcé dream escape. Un clip sort en même temps pour la chanson Smoothie, qui montre les membres du groupe jouant au jeu Fruit Ninja. Le groupe s'est lancé dans The Dream Show 3 : Dream( )scape le 3 mai à Séoul, voyageant à travers l'Asie, l'Amérique du Nord et du Sud et l'Europe. NCT Dream sort son premier single en anglais Rains in Heaven le 23 août. La chanson est ensuite incluse dans leur quatrième album studio, Dreamscape, sorti le 11 novembre.

## Membres
| Nom de scène | Nom de scène | Nom de naissance | Nom de naissance | Date de naissance | Nationalité | Position                                       |
| Romanisé     | Coréen       | Romanisé         | Cor./Chi.        | Date de naissance | Nationalité | Position                                       |
| ------------ | ------------ | ---------------- | ---------------- | ----------------- | ----------- | ---------------------------------------------- |
| Mark         | 마크         | Mark Lee         | 이민형           | 2 août 1999       | Canadien    | Leader, rappeur principal, danseur et chanteur |
| Renjun       | 런쥔         | Huáng Rénjùn     | 黄仁俊           | 23 mars 2000      | Chinois     | Chanteur principal et danseur                  |
| Jeno         | 제노         | Lee Je-no        | 이제노           | 23 avril 2000     | Sud-coréen  | Danseur, rappeur et chanteur                   |
| Haechan      | 해찬         | Lee Dong-hyuck   | 이동혁           | 6 juin 2000       | Sud-coréen  | Chanteur et danseur                            |
| Jaemin       | 재민         | Na Jae-min       | 나 재민          | 13 août 2000      | Sud-coréen  | Centre, danseur, rappeur et chanteur           |
| Chenle       | 천러         | Zhōng Chénlè     | 鍾辰樂           | 22 novembre 2001  | Chinois     | Chanteur principal et danseur                  |
| Jisung       | 지성         | Park Ji-sung     | 박지성           | 5 février 2002    | Sud-coréen  | Danseur principal, chanteur et rappeur         |

## Discographie

### Albums studio
| Année                                                                          | Titre       | Détails                                                                       | Classements | Classements | Classements | Classements | Classements | Ventes                                            |
| Année                                                                          | Titre       | Détails                                                                       | COR         | JAP         | ALL         | FRA         | USA         | Ventes                                            |
| ------------------------------------------------------------------------------ | ----------- | ----------------------------------------------------------------------------- | ----------- | ----------- | ----------- | ----------- | ----------- | ------------------------------------------------- |
| 2021                                                                           | Hot Sauce   | - Date de sortie : 10 mai 2021 - Label : SM Entertainment                     | 1           | 1           | —           | —           | —           | - COR : plus de 2 160 000 - JAP : plus de 74 000  |
| 2022                                                                           | Glitch Mode | - Date de sortie : 28 mars 2022 - Label : SM Entertainment                    | 1           | 2           | —           | —           | 50          | - COR : plus de 2 090 000 - JAP : plus de 66 000  |
| 2023                                                                           | ISTJ        | - Date de sortie : 17 juillet 2023 - Labels : SM Entertainment, Virgin Music  | 1           | 2           | 46          | 16          | 28          | - COR : plus de 4 270 000 - JAP : plus de 119 000 |
| 2024                                                                           | Dreamscape  | - Date de sortie : 11 novembre 2024 - Labels : SM Entertainment, Virgin Music | 1           | 5           | —           | 142         | —           | - COR : plus de 1 550 000 - JAP : plus de 42 000  |
| « — » indique que l'album ne s'est pas classé ou n'est pas sorti dans ce pays. |             |                                                                               |             |             |             |             |             |                                                   |

#### Rééditions
| Année | Titre        | Détails                                                   | Classement | Ventes                    |
| Année | Titre        | Détails                                                   | COR        | Ventes                    |
| ----- | ------------ | --------------------------------------------------------- | ---------- | ------------------------- |
| 2021  | Hello Future | - Date de sortie : 28 juin 2021 - Réédition de Hot Sauce  | 1          | - COR : plus de 1 360 000 |
| 2022  | Beatbox      | - Date de sortie : 30 mai 2022 - Réédition de Glitch Mode | 1          | - COR : plus de 1 510 000 |

### Mini-albums (EP)
| Année | Titre         | Détails                                                                   | Classements | Classements | Ventes                    |
| Année | Titre         | Détails                                                                   | COR         | JAP         | Ventes                    |
| ----- | ------------- | ------------------------------------------------------------------------- | ----------- | ----------- | ------------------------- |
| 2017  | The First     | - Date de sortie : 9 février 2017 - Label : SM Entertainment              | 1           | —           | - COR : plus de 278 000   |
| 2017  | We Young      | - Date de sortie : 17 août 2017 - Label : SM Entertainment                | 2           | 23          | - COR : plus de 210 000   |
| 2018  | We Go Up      | - Date de sortie : 3 septembre 2018 - Label : SM Entertainment            | 1           | 11          | - COR : plus de 381 000   |
| 2019  | We Boom       | - Date de sortie : 26 juillet 2019 - Label : SM Entertainment             | 2           | 16          | - COR : plus de 640 000   |
| 2020  | Reload        | - Date de sortie : 29 avril 2020 - Label : SM Entertainment               | 1           | 3           | - COR : plus de 798 000   |
| 2022  | Candy         | - Date de sortie : 19 décembre 2022 - Label : SM Entertainment            | 1           | 2           | - COR : plus de 2 000 000 |
| 2024  | Dream( )Scape | - Date de sortie : 25 mars 2024 - Labels : SM Entertainment, Virgin Music | 1           | 2           | - COR : plus de 2 530 000 |

### Singles

#### Singles coréens
| Année | Titre                             | Meilleures positions | Meilleures positions | Meilleures positions | Meilleures positions | Album         |
| Année | Titre                             | COR                  | JAP                  | USA World            | MON                  | Album         |
| --- | --------------------------------- | -------------------- | -------------------- | -------------------- | -------------------- | ------------- |
| 2016 | Chewing Gum                       | —                    | —                    | 2                    | NC*                  | The First     |
| 2017 | My First and Last (마지막 첫사랑) | 89                   | —                    | 11                   | NC*                  | The First     |
| 2017 | We Young                          | —                    | —                    | 11                   | NC*                  | We Young      |
| 2018 | We Go Up                          | 73                   | —                    | 11                   | NC*                  | We Go Up      |
| 2019 | Boom                              | 90                   | —                    | 6                    | NC*                  | We Boom       |
| 2020 | Ridin’                            | 17                   | —                    | 18                   | NC*                  | Reload        |
| 2021 | Hot Sauce                         | 1                    | 44                   | 8                    | 96                   | Hot Sauce     |
| 2021 | Hello Future                      | 6                    | 89                   | 17                   | —                    | Hello Future  |
| 2022 | Glitch Mode (버퍼링)              | 2                    | 35                   | —                    | —                    | Glitch Mode   |
| 2022 | Beatbox                           | 1                    | 55                   | 9                    | —                    | Beatbox       |
| 2022 | Candy                             | 3                    | 63                   | —                    | 198                  | Candy         |
| 2023 | Broken Melodies                   | 28                   | 83                   | 8                    | 179                  | ISTJ          |
| 2023 | ISTJ                              | 2                    | 51                   | —                    | 125                  | ISTJ          |
| 2024 | Smoothie                          | 3                    | 57                   | —                    | —                    | Dream( )Scape |
| 2024 | When I'm With You                 | 8                    | —                    | —                    | —                    | Dreamscape    |
| « — » signifie que le titre ne s'est pas classé dans cette région. * Note : le Billboard Global 200 n'a été introduit qu'en septembre 2020 |                                   |                      |                      |                      |                      |               |

#### Singles japonais
| Année                                                                              | Titre            | Meilleures positions | Meilleures positions | Album      |
| Année                                                                              | Titre            | JAP Phy.             | JAP                  | Album      |
| ---------------------------------------------------------------------------------- | ---------------- | -------------------- | -------------------- | ---------- |
| 2023                                                                               | Best Friend Ever | 1                    | 3                    | Hors album |
| 2024                                                                               | Moonlight        | 2                    | 2                    | Hors album |
| « — » indique que le single ne s'est pas classé ou n'est pas sorti dans ce format. |                  |                      |                      |            |